# Carlo I de Mari
Carlo I de Mari (Genova, 17 ottobre 1624 – Acquaviva delle Fonti, 10 dicembre 1697) è stato un nobile italiano.

## Biografia

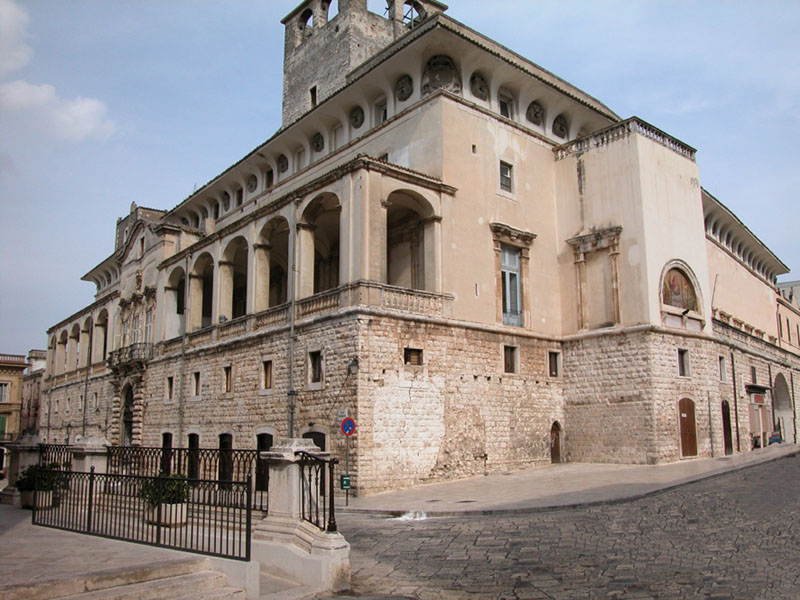
Il palazzo De Mari ad Acquaviva delle Fonti.

Figlio di Giovanni Battista I, I marchese di Assigliano, nacque a Genova nel 1624, in seno ad una delle famiglie più importanti della repubblica, arricchitasi con l'attività bancaria.
Nel 1653 sposò Geronima, della prestigiosa famiglia genovese dei Doria, nipote di Ambrogio, 94º doge di Genova.
La famiglia di banchieri genovesi già da tempo faceva affari presso il regno di Napoli, tanto da possedere un banco nella città partenopea tramite il quale, tra le altre cose, aveva prestato alla corte vicereale spagnola un milione di ducati nel XVI secolo. La famiglia così intessé importanti relazioni che portarono diversi esponenti dei de Mari a ricoprire posizioni di rilievo nell'amministrazione del regno di Napoli.
Il 5 aprile 1664, Carlo comprò i feudi di Acquaviva delle Fonti e Gioia del Colle, in Terra di Bari, per 216.000 ducati, per liquidare i creditori del precedente feudatario, il marchese Paride Pinelli, morto nel 1622.
Il 9 aprile del 1665 Carlo acquistò anche la città di Castellaneta, in Terra d'Otranto, e il 18 dicembre Marianna d'Austria gli conferì il titolo di I principe di Acquaviva delle Fonti.
Nel 1666 Carlo si stabilì nel vecchio castello di Acquaviva delle Fonti, trasformandolo in un'elegante dimora.
Nel 1686 Carlo I fu nominato dal padre "erede di tutti i beni mobili e stabili, burgensatici, feudali…, di qualsivoglia titolo, censo, annue entrate, dinari, gioie, argento lavorato e non lavorato, suppellettili, animali, nomi di debitori", compresi alcuni oneri nei confronti dei suoi fratelli, tutti esponenti delle alte sfere clericali.
Il 7 agosto 1690 la famiglia de Mari fu ascritta al Seggio napoletano di Porto, sancendo l'ingresso tra la nobiltà di Napoli.
Carlo, che morì nel 1697, ebbe 2 figli: Giambattista (1655–1691) e Teresa (1661–1689). Il primo morì prima del padre ma lasciò un erede alla casata, Carlo II de Mari. Teresa andò in sposa a Ottaviano de' Medici, principe di Ottajano.
Carlo fu sepolto ad Acquaviva. In seguito, nel corso del feudo di Carlo III durante il decennio francese, la tomba di famiglia fu assaltata dagli acquavivani, esasperati dalle vessazioni dei de Mari e per la nota fede sanfedista di quest'ultimo. Carlo III riparò a Gioia del Colle, dove trasportò la lapide di Carlo I e dove ne pose la collocazione finale nella locale chiesa di San Francesco.